# Фекан
Фека́н (фр. Fécamp) — город на севере Франции, регион Нормандия, департамент Приморская Сена, округ Гавр, центр одноименного кантона. Расположен в 43 км к северо-востоку от Гавра, в 62 км к западу от Дьепа, в 25 км от автомагистрали А 29. Торговый и рыболовецкий порт на берегу Ла-Манша. В центре города находится железнодорожная станция Фекан, конечная 20-километровой линии, отходящей от станции Бреоте-Безвиль линии Париж-Гавр.
Население (2018) — 18 251  человек.

## История

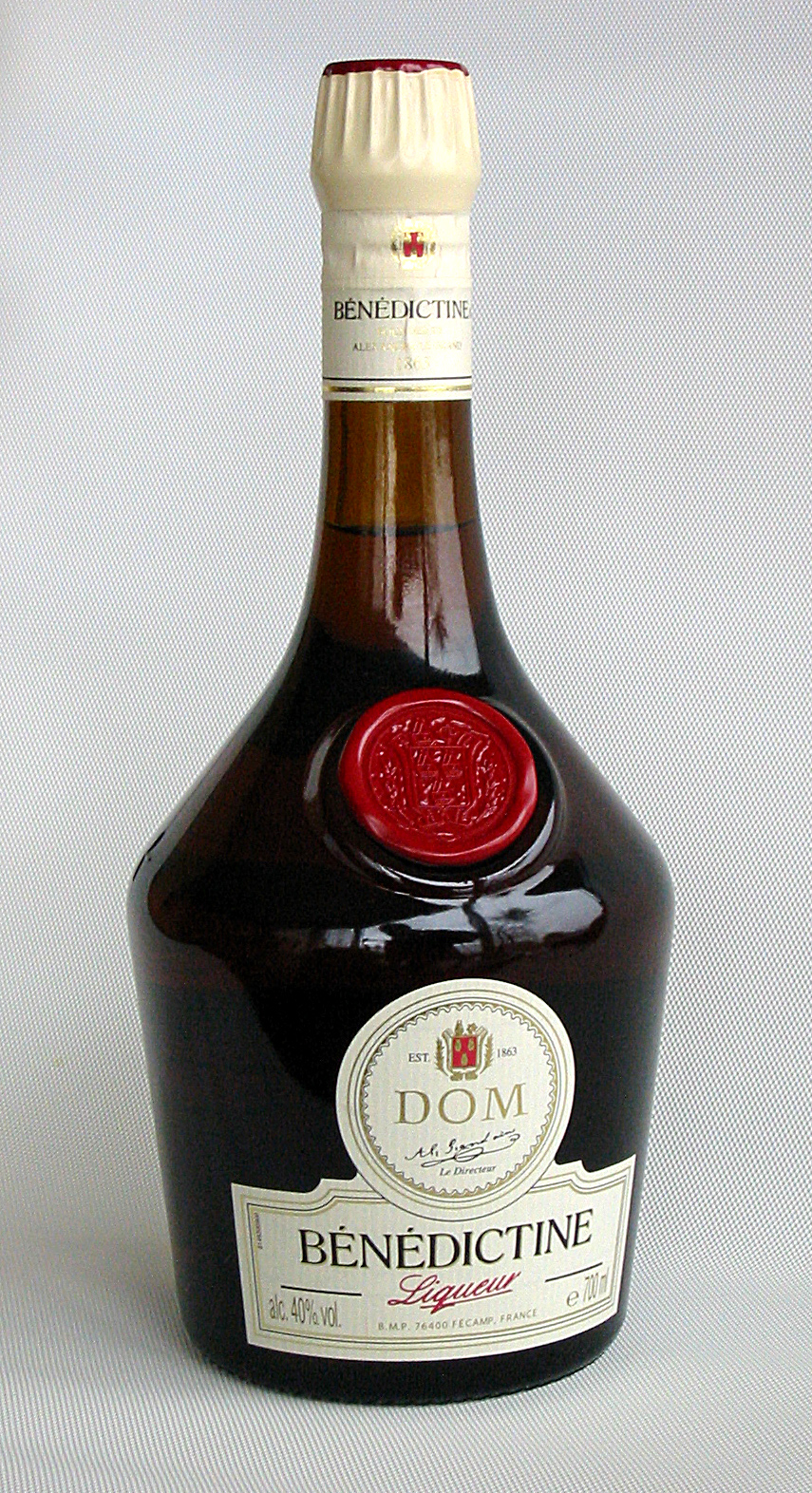
Ликер Бенедиктин

По средневековой легенде сундук из фигового дерева с кровью Христовой, собранной Иосифом Аримафейским, в I веке прибило к берегу Ла-Манша. Сразу после этого на берегу забил фонтан со святой водой, привлекший толпы паломников, что способствовало развитию поселения, существовавшего на месте нынешнего Фекана с неолита. Раскопки, проведенные в 1970-1980-х годах, позволили обнаружить предметы быта кельтов и галло-римского периода.
В 658 году в Фекане был открыт женский монастырь, разрушенный викингами в 842 году. В 1001 году нормандский герцог Ричард II построил здесь бендиктинское аббатство, внесшее в 1052 году свой вклад в нормандское завоевание Англии, предоставив корабль Вильгельму Завоевателю. В 932 году герцог Вильгельм I построил в Фекане замок, который вплоть до передачи Нормандии французской короне в 1204 году, был резиденцией нормандских герцогов.
С XI века Фекан стал одним из крупнейших рыболовецких центров Франции; местные рыбаки занимались выловом сельди и китобойным промыслом, с XVI века стали промышлять треску. Вплоть до 1970-х годов, когда Канада закрыла свой рынок, Фекан был главным рыболовецким портом Франции по тресковым. В настоящее время рыболовный промысел ведут только небольшие суда в прибрежных водах, местная гавань занята, в основном, прогулочными судами.
С XIX века в Фекане возродилось производство знаменитого ликера Бенедиктин, изобретенного монахами аббатства Фекан в XVI веке, но затем утраченного. Местный предприниматель Александр Легран нашел старинный рецепт и восстановил производство, на доходы от которого он построил в Фекане роскошный «Дворец Бенедиктина».

## Достопримечательности
- Бенедиктинское аббатство XI—XII века в готическом стиле
- Руины замка X века, бывшей резиденции нормандских герцогов
- Церковь Святого Стефана (Этьена) XI века, реконструированная в XVI веке
- Музей рыболовства
- Дворец Бенедиктина XIX века, сочетание неоготики и неоренессанса
- Часовня Нотр-Дам дю Салю XIII—XVIII веков, сочетание романского стиля и готики

## Экономика
Структура занятости населения:
- сельское хозяйство — 1,0 %
- промышленность — 7,1 %
- строительство — 4,9 %
- торговля, транспорт и сфера услуг — 35,7 %
- государственные и муниципальные службы — 51,3 %

Уровень безработицы (2017) — 19,7 % (Франция в целом —  13,4 %, департамент Приморская Сена — 15,3 %). 

Среднегодовой доход на 1 человека, евро (2018) — 18 600 (Франция в целом — 21 730, департамент Приморская Сена — 21 140).

## Демография
Динамика численности населения, чел.

## Администрация
Пост мэра Фекана с 2008 года занимает член партии Республиканцы Мари-Аньес Пусье-Венбак (Marie-Agnès Poussier-Winsback), вице-президент Регионального совета Нормандии. На муниципальных выборах 2020 года возглавляемый ею правый список победил в 1-м туре, получив 51,51 % голосов.
| Период | Период | Фамилия                 | Партия                                  | Примечания |
| ------ | ------ | ----------------------- | --------------------------------------- | --- |
| 1965   | 1977   | Ришар Пранзо            | Радикальная левая партия Разные правые  | врач, член Генерального совета департамента                                                                                                   |
| 1977   | 1989   | Жан-Пьер Денёв          | Союз за французскую демократию          | бывший префект, член Генерального совета департамента                                                                                         |
| 1989   | 1995   | Фредерик Бреден         | Социалистическая партия                 | финансовый инспектор, депутат Национального собрания Франции, депутат Европейского парламента, министр по делам молодежи и спорта (1991-1993) |
| 1995   | 1998   | Жан-Клод Мишель         | Социалистическая партия                 | член Генерального совета департамента |
| 1998   | 2014   | Патрик Жан              | Социалистическая партия                 | учитель, вице-президент Генерального совета департамента, депутат Национального собрания Франции                                              |
| 2014   |        | Мари-Аньес Пусье-Венбак | Союз за народное движение Республиканцы | профессор экономики, вице-президент Регионального совета Нормандии                                                                            |

## Города-побратимы
- Мускрон, Бельгия
- Путнок, Венгрия
- Райнфельден, Германия
- Вейл-оф-Гламорган, Уэльс

## Знаменитые уроженцы
- Жан Лоррен (1855—1906), поэт и романист символистской школы
- Давид Белль (1973), каскадёр и актёр, основатель паркура, лидер мирового паркур-движения

## Галерея

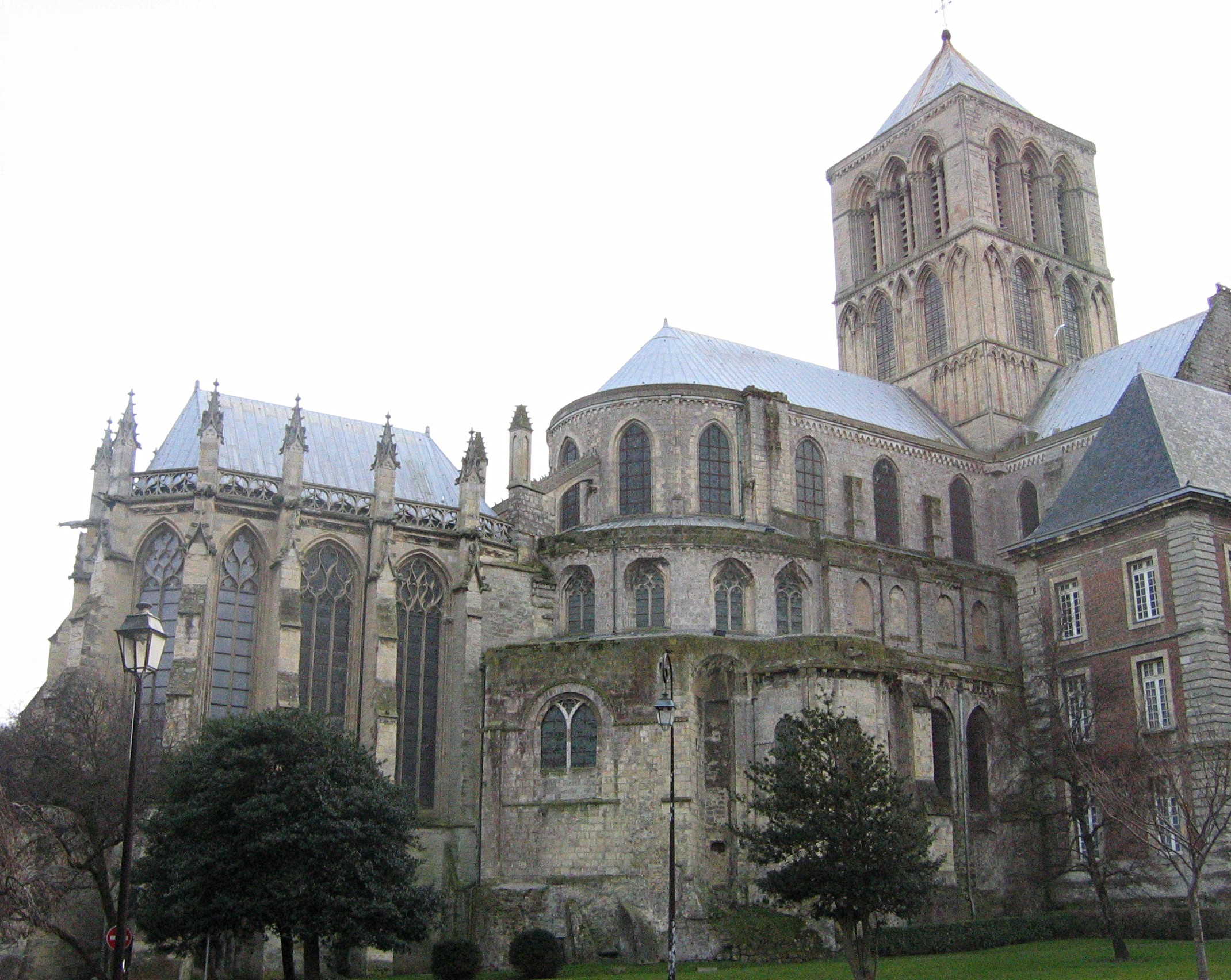
Аббатство Фекан
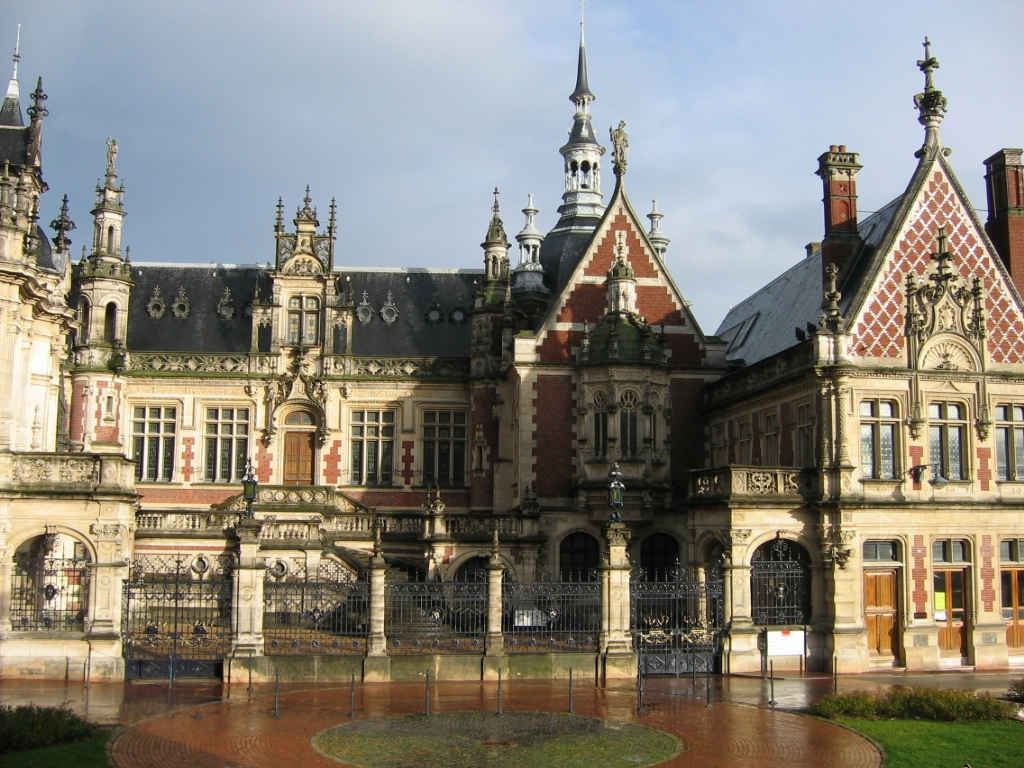
Дворец Бенедиктина
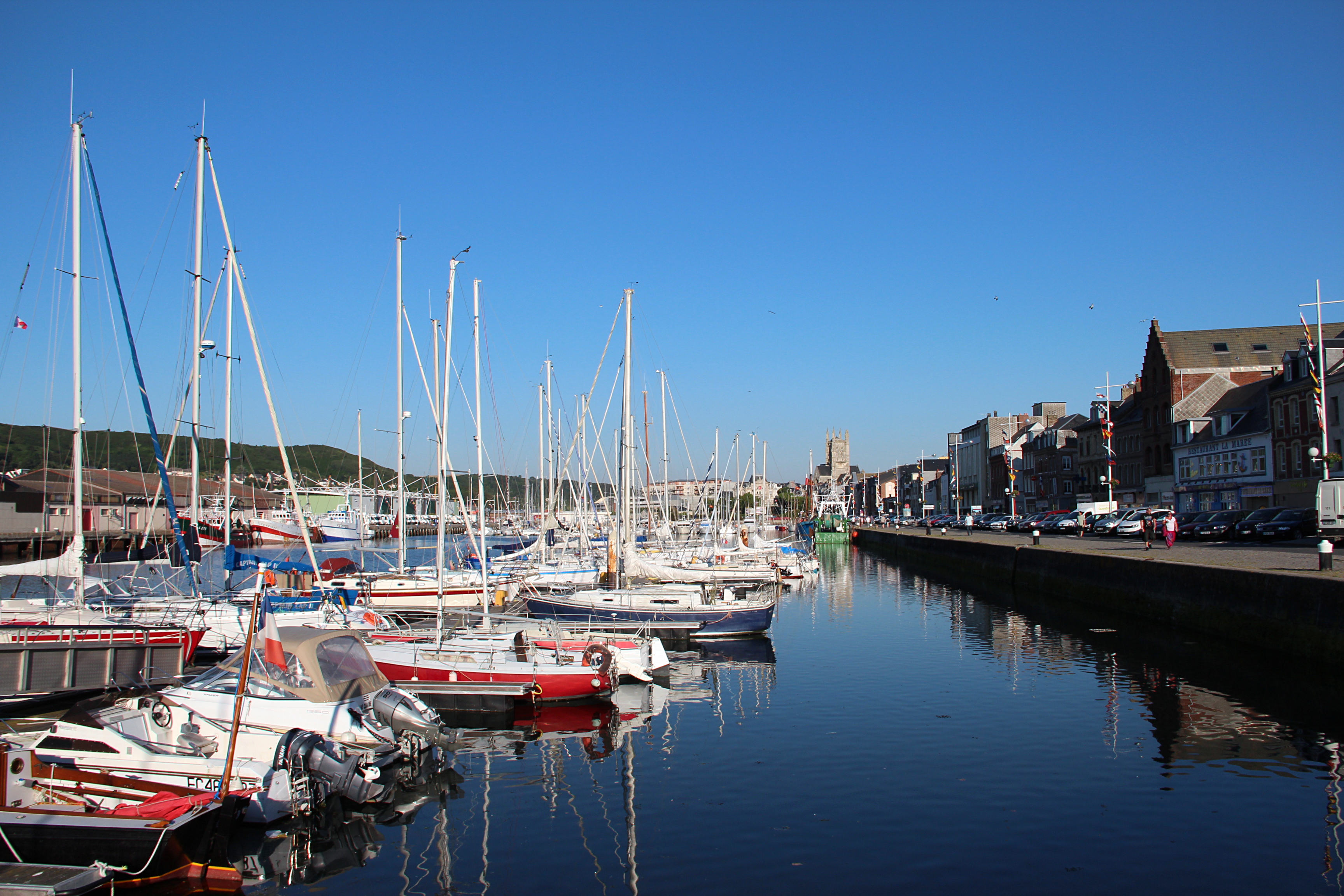
Суда в гавани Фекана
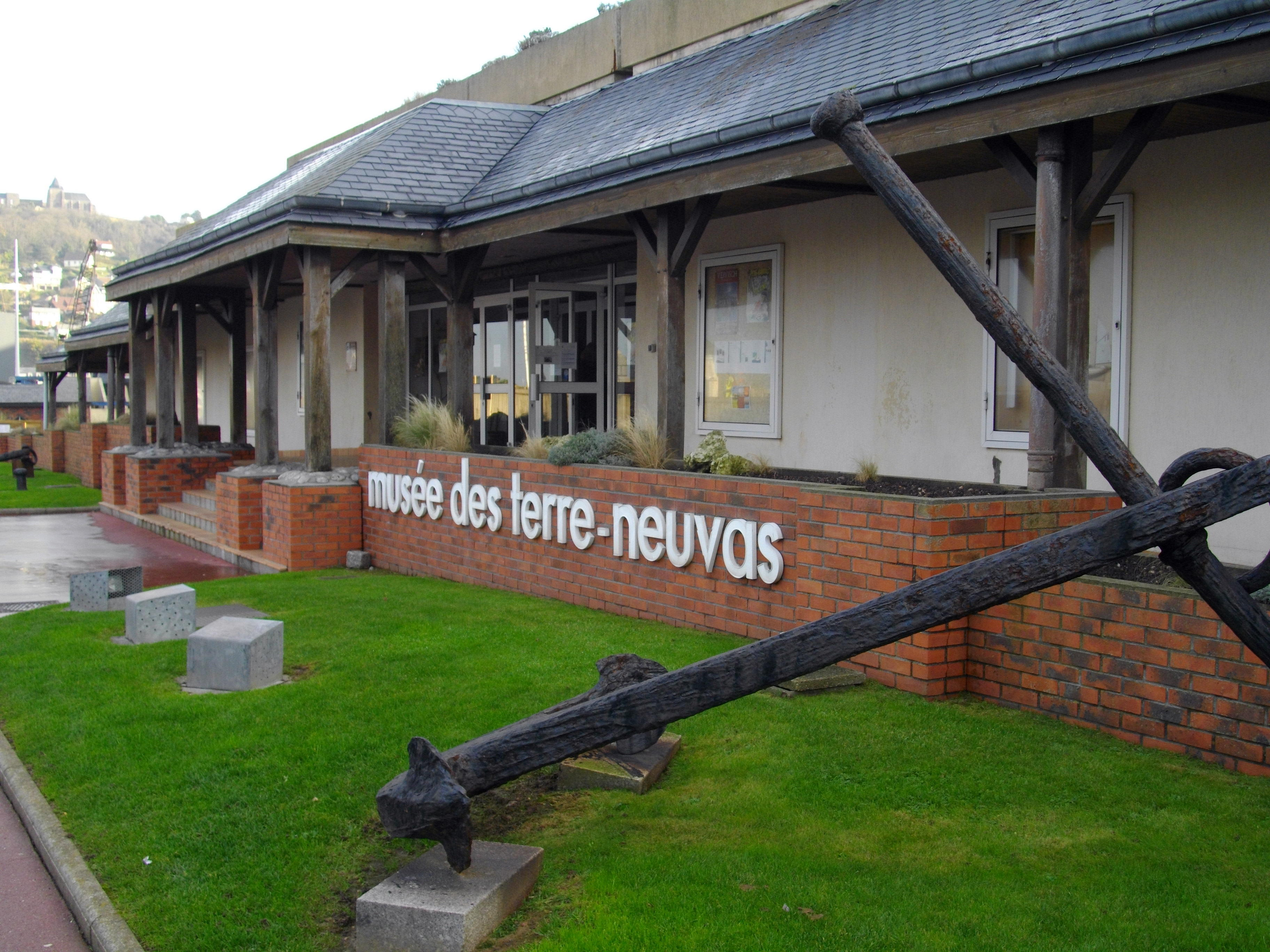
Музей рыболовства
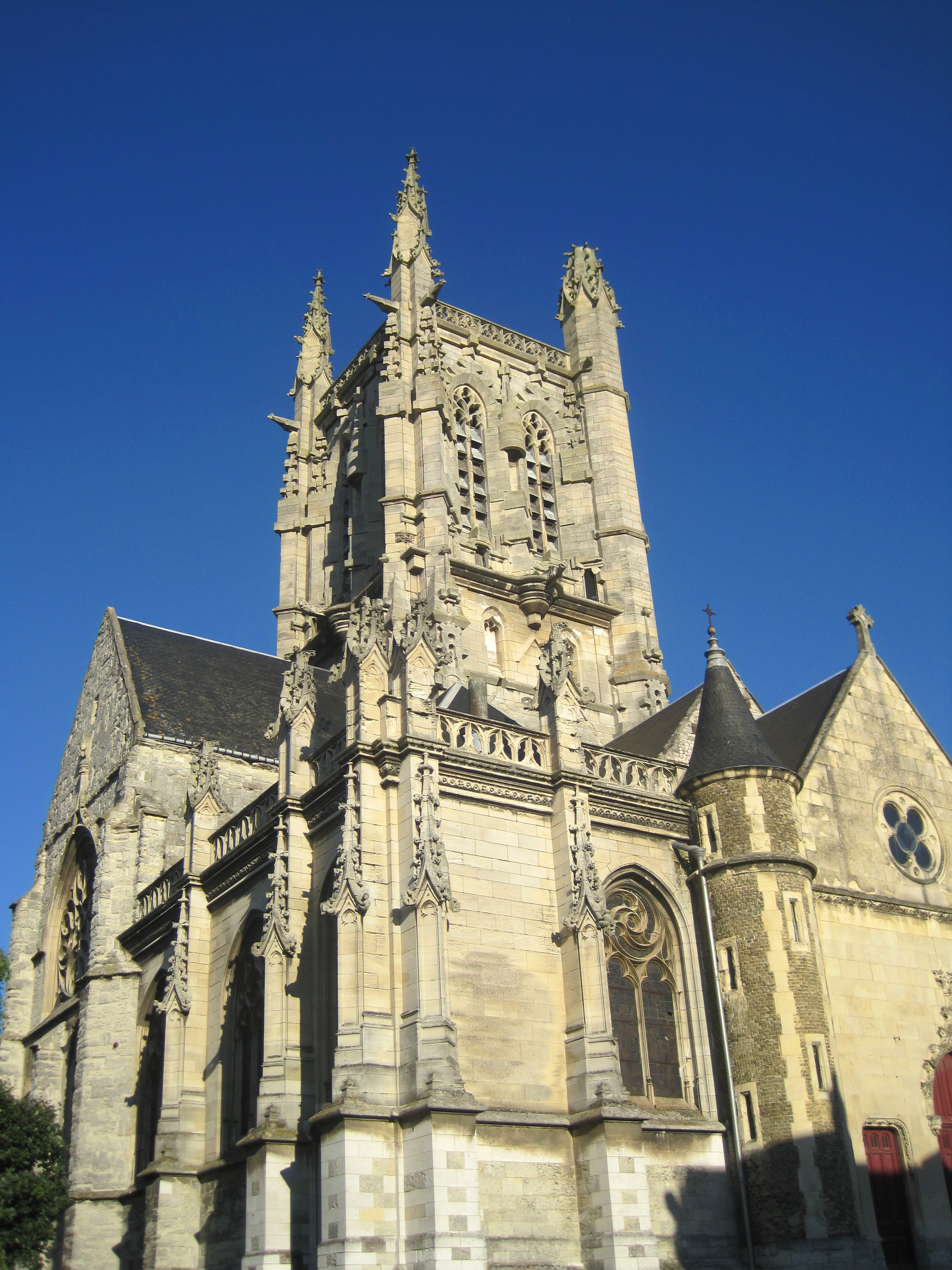
Церковь Святого Стефана
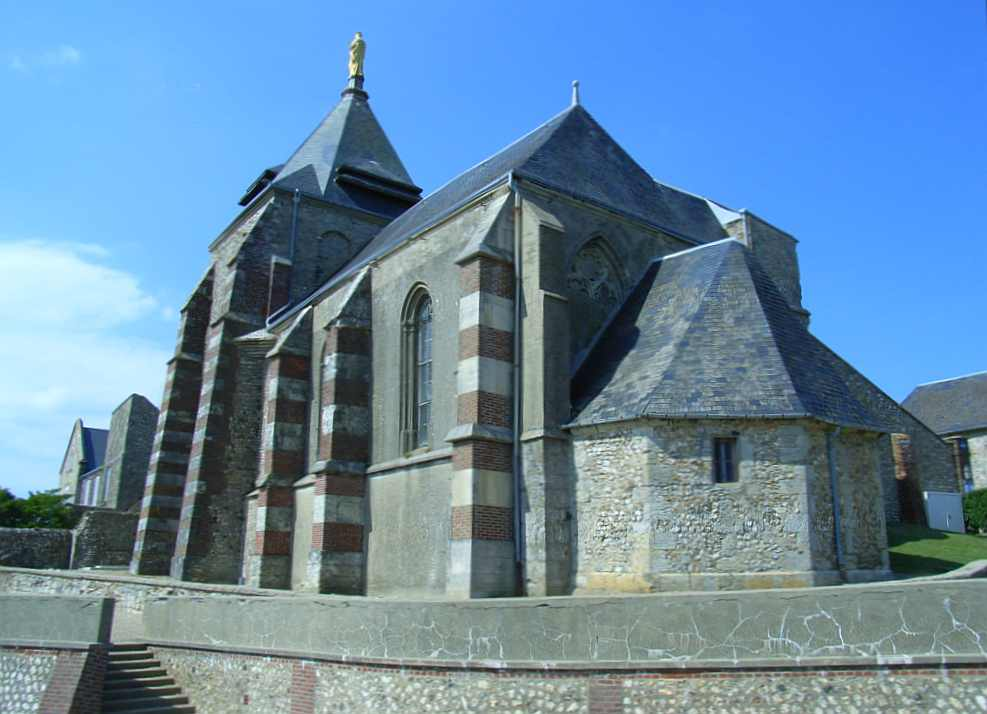
Часовня Нотр-Дам дю Салю